# 汐見町線
汐見町線（日语：／ Shiomichō sen */?）是连接愛知縣名古屋市南區東港站和港區汐見町站的貨物铁路线，屬於名古屋臨海鐵道。本線目前為休止狀態。

## 路线数据
- 營運商：名古屋臨海鐵道（第一種鐵道事業）
- 路線長度：3.0km
- 軌距：1067mm
- 車站数：3站
- 複線區間：无（全線為单線鐵路）
- 電氣化區間：无（全線為非電氣化鐵路）
- 閉塞方式：單票閉塞

## 历史
1960年代以前名古屋港東側的貨物依靠名古屋鐵道築港線和常滑線運送。本線前身便是1949年開通的築港线側线，連接名古屋港東側的船見碼頭和汐見碼頭，由愛知縣持有，委託名古屋鐵道運營。由於1950年代常滑線客運量和名古屋港的貨運量均大幅增加，名鐵希望分離貨物運送。1960年國鐵、名鐵、名古屋港決定共同出資成立名古屋臨海鐵道，並新建貨運線路，負責名古屋港東側的貨物運輸。
1965年1月23日名古屋臨海鐵道成立，8月20日開通東港線，築港线的各條側线转让给名古屋临海铁道公司。並將原本由名電築港站通往汐見町站的側線引入東港站，成為東港 - 汐見町站的汐見町線，作為石油運送的線路。2009年3月改點之後沒有定期列車，2015年名古屋臨海鐵道宣布該線休止。

## 车站列表
全線位於愛知縣名古屋市。
| 站名     | 站名     | 站名      | 站間距離（公里） | 營業距離（公里） | 连接路线                      | 地点     | 地点 |
| 中文站名 | 日文站名 | 英文站名  | 站間距離（公里） | 營業距離（公里） | 连接路线                      | 地点     | 地点 |
| -------- | -------- | --------- | ---------------- | ---------------- | ----------------------------- | -------- | ---- |
| 東港     |          | Tōkō      | 0.0              | 0.0              | 東港線 南港線 昭和町線 東築線 | 名古屋市 | 南區 |
| 船見町   |          | Funamichō | 0.9              | 0.9              |                               | 名古屋市 | 港區 |
| 汐見町   |          | Shiomichō | 2.1              | 3.0              |                               | 名古屋市 | 港區 |

### 網站
1. 1 2  平成28年度鉄道要覧
2. ↑  . www.meirintetu.co.jp.   [2022-07-02]. （原始内容存档于2022-05-18） （日语）.
3. ↑  . www.hotetu.net.   [2022-07-04]. （原始内容存档于2021-06-21）.
4. ↑  . www.hotetu.net.   [2022-07-06]. （原始内容存档于2021-02-11）.
5. ↑  . 名古屋鉄道.   [2018-08-23]. （原始内容存档于2016-05-08）.
6. ↑  .   [2018-08-23].[]

### 書籍
- 名古屋臨海鉄道（編）. . 名古屋臨海鉄道. 1969.
- 名古屋臨海鉄道（編）. . 名古屋臨海鉄道. 1981.
- 名古屋臨海鉄道（編）. . 名古屋臨海鉄道. 1990.
- 岩堀春夫. . ないねん出版. 2003. ISBN 4931374417.